# Julhandel

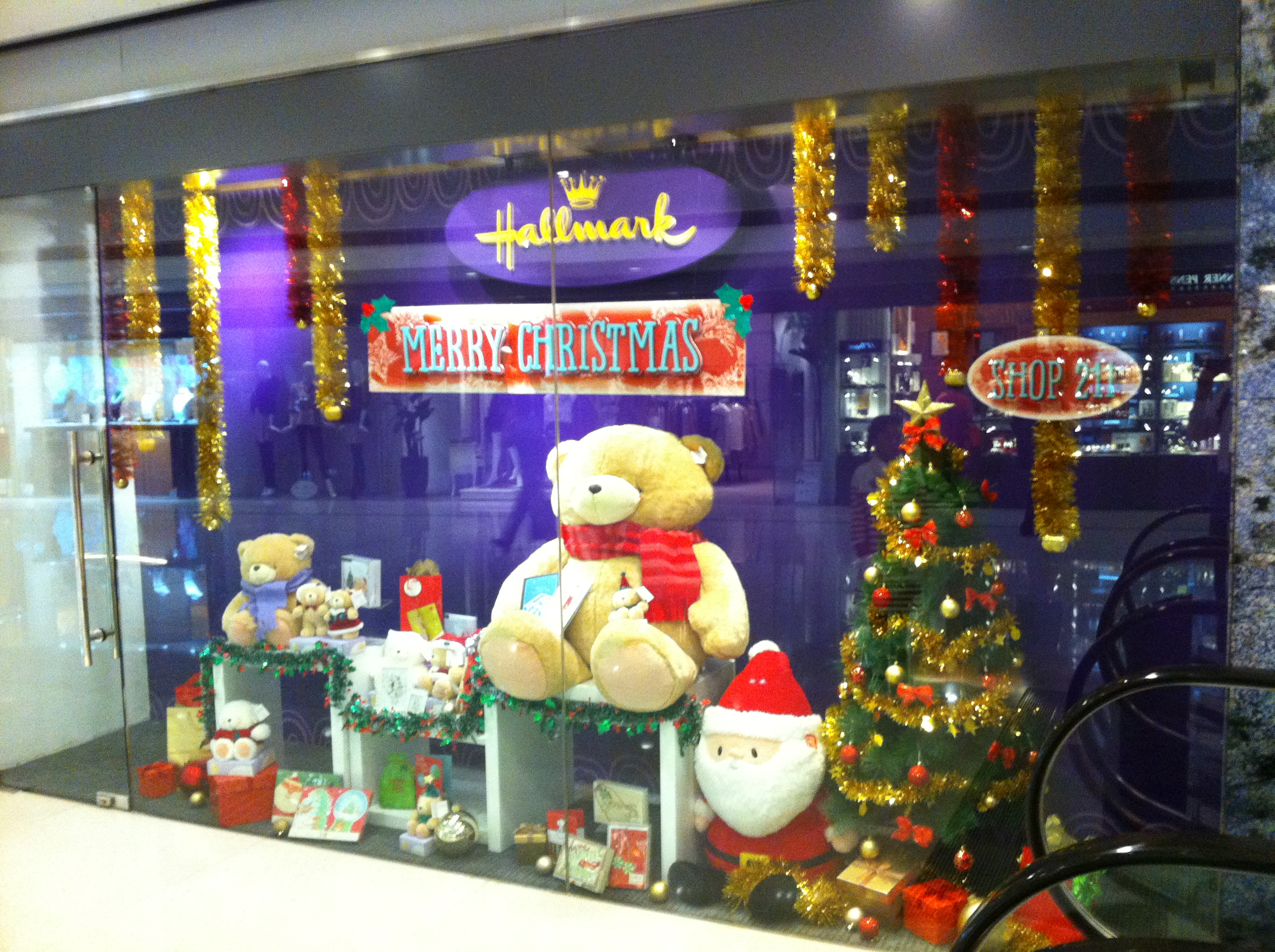
Skyltfönster i Hongkong 2012.

Begreppet julhandel syftar på den handel och de inköp, som görs i samband med julfirandet. Inom handelsbranschen skiljer man på julhandel och julklappshandel, där den första utgörs av all form av handel som sker under julperioden, medan den sista enbart baseras på inköp av julklappar.
Varuhusen brukar vara julpyntade med jultomtar och granar. Ur flera av varuhusens högtalare strömmar julmusik, vilket lett till klagomål bland många anställda. I vissa städer hålls särskilda julmarknader.

## Sverige
I Sverige inleds julhandeln traditionellt med julskyltningen i slutet av november.
Julhelgen 2014—2015 omsatte julhandeln i Sverige uppskattningsvis 70 miljarder svenska kronor, vilket innebar nytt rekord.
Åren 2018—2022 omsatte julhandeln mellan 78,5 miljarder kronor (år 2018) och 89,8 miljarder (år 2022) enligt Julhandelsrapporten 2023 från HUI Research.

## USA
I USA inleds fenomenet traditionellt med shoppingdagen Black Friday, som infaller dagen efter Thanksgiving, samt internetvarianten Cyber Black Friday.

### Fotnoter
1. 1 2  ”Julhandelsrapporten 2023”. HUI Research AB. https://hui.se/rapporter/julrapporten/. Läst 11 september 2024.
2. ↑  Henrik Sköld (27 november 2015). ”Julmusiken driver butiksanställda till vansinne”. Sveriges Television. http://www.svt.se/nyheter/inrikes/julmusiken-driver-butiksantallda-till-vansinne-bara-angest-och-ilska. Läst 8 januari 2016.
3. ↑  Thorbjörn Spängs (29 januari 2015). ”Rekord igen - julhandeln omsatte 70 miljarder”. Dagens nyheter. http://www.dn.se/ekonomi/rekord-igen-julhandeln-omsatte-70-miljarder/. Läst 8 januari 2016.
4. ↑  Jesper Mothander (26 november 2015). ”Slipp bli lurad på Black Friday”. Expressen. http://www.expressen.se/dinapengar/sa-skyddar-du-dig-mot-bedragarna-under-black-friday/. Läst 8 januari 2016.